# María Minasian
María Minasián es una compositora uruguaya nacida en Montevideo. 
Comenzó tempranamente sus estudios musicales con la Prof. Liria Nicoletta de Repetto, particularmente solfeo y piano, en el Conservatorio de Montevideo a cargo del Maestro Domingo Dente. También estudió piano con el concertista Adhemar Schenone y asistió a los cursos anuales de interpretación de la pianista francesa Eliane Richepin en Montevideo.
En 1976 ingresó a la Licenciatura en Musicología de la Facultad de Humanidades y Ciencias de la Universidad de la República.Tres años más tarde comenzó a dedicarse, y a lo largo de dos años, al estudio de violín con el Maestro Miguel Szilagyi.
Entre otros estudios se encuentra la etnomusicología, etnología y composición, organología, acústica, paleografía y estética. 
Entre 1981 y 1990 estudió armonía, contrapunto y fuga, y composición con el Maestro Martin Rivero.
Sus primeras obras aparecen en 1982, dedicándose particularmente a la música de cámara, incluida la voz humana. Su estilo de composición es definido como «contemporáneo, personal» y se agrega que trabaja los distintos recursos de la voz humana, sin alejarse de la notación tradicional.
Sobre una de sus obras, Klepsidras, la autora expresó «El timbre aparece en Klepsidras como parámetro estructurador de la obra, tanto su aspecto formal como en su dimensión expresiva». 
Dos de sus obras están registradas en un casete de CEMAU. También se ha dedicado a la investigación musical y tiene una publicación sobre el Minué de 1973

## Obras
- Lejanías para violín y piano. (1982)
- Inmanencias trío para flauta, bandoneón y violín. (1982)
- Eufanías trío para flauta, fagot y bandoneón. (1982)
- Espergecia para cuarteto: soprano, guitarra, violín y bandoneón con texto de Cesar Vallejo. (1983)
- Krípticas soprano y bandoneón. (1983)
- Trífonos trío para guitarra, banda y contrabajo. (1984)
- Ureas para soprano y piano con texto de la autora. (1984)
- Hithicas trío para fagot, bandoneón y contrabajo. (1985)
- Unifonía para contrabajo. (1985) Estrenada en Sala Vaz Ferreira por el contrabajista Carlos Weiske en 1986
- Cálices para soprano, bandoneón y contrabajo. (1986)
- Extrañezas para soprano, bandoneón y contrabajo sobre texto de Delmira Agustini. (1987)
- Elegía para Carmen Barradas para soprano, una o dos guitarras y contrabajo con texto de su autoría. (1988)
- Diafonías para dos contrabajos. (1991)